# 道央札幌郵便局
道央札幌郵便局（どうおうさっぽろゆうびんきょく）は、北海道札幌市東区にある、一般客向け窓口やATMを持たないタイプの郵便局（地域区分局）である。

## 概要
住所：北海道札幌市東区東雁来8条3丁目2-1
札幌市を中心とした道央地域の巨大拠点となる「メガ物流局」として建設された。ロジスティクス機能を備える。地上5階建て、延べ床面積68,000平方メートル。全国初のチルド用小包区分機、北海道初の大型郵便物区分機（高速型）が導入されている。
仕分け・発送業務に特化した郵便局であるため、ゆうゆう窓口を含め郵便、貯金、保険などの窓口業務は行わない。そのため一般利用は不可であり、ゆうちょ銀行のATMや郵便ポストも設置されていない。

## 沿革
- 2014年（平成26年）9月10日 - プレスリリース『新たな東京エリアの地域区分郵便局を設置 ～「郵便・物流ネットワーク再編」を推進～』にて道央エリアを受け持つ建設準備段階の地域区分郵便局を発表[3]。
- 2017年（平成29年）
  - 4月21日 - 開局式挙行[2]。
  - 4月23日 - 開局。札幌中央郵便局丘珠分室（丘珠郵便局内）におけるゆうパックの地域区分業務を先行移管。
  - 5月4日-郵便物に係る郵便番号上二桁「00」「06」の地域区分業務を札幌中央郵便局から移管。
- 2024年（令和6年）10月 - 普通郵便の「05」地域を苫小牧郵便局から移管。

## 取扱業務
- 郵便番号の上2桁が「00」「06」「05」地域の全てと「04」地域の一部（函館中央郵便局取扱分を除く）の郵便物・ゆうパックの地域区分

- 物流ソリューション業務
  - 商品等の保管、受注、梱包といった倉庫作業から配送までの総合物流サービス業務

## 事件・事故
- 2019年（令和元年）12月10日 郵便物から不発弾らしきものが発見され、一時業務を停止した上で、周辺道路を封鎖し局員約300人を退避させる事件が発生した。この影響により郵便物等が1日から半日程度遅延する影響が発生している[4]。
- 2025年1月9日 レターパックが爆発、出火し消防車などが14台出動し30分後に鎮火した。

## 周辺
- 札樽自動車道雁来IC
- 国道275号、雁来大橋
- 国道274号、豊水大橋
- 北海道道1137号丘珠空港東線
- 豊平川

## アクセス
- 道央自動車道 札幌ICから北へ約3km
- 札樽自動車道 雁来ICから東へ約1.5km
- 北海道中央バス「90札江線」「56東雁来線」東雁来停留所下車